# Episodi di Ghost Whisperer - Presenze (prima stagione)
La prima stagione della serie televisiva Ghost Whisperer - Presenze è stata trasmessa per la prima volta negli Stati Uniti dal 23 settembre 2005 al 5 maggio 2006, mentre in Italia è stata trasmessa in prima visione dall'8 marzo 2006 al 26 luglio 2006 sul canale satellitare Fox Life e dal 28 giugno 2007 al 6 settembre 2007 su Rai 2.
| nº | Titolo originale            | Titolo italiano          | Prima TV USA      | Prima TV Italia |
| -- | --------------------------- | ------------------------ | ----------------- | --------------- |
| 1  | A Gift to Eternity          | Un dono dall'eternità    | 23 settembre 2005 | 8 marzo 2006    |
| 2  | The Crossing                | Passaggio a livello      | 30 settembre 2005 | 8 marzo 2006    |
| 3  | Ghost, Interrupted          | La gemella               | 7 ottobre 2005    | 15 marzo 2006   |
| 4  | Mended Hearts               | Questioni di cuore       | 14 ottobre 2005   | 22 marzo 2006   |
| 5  | Lost Boys                   | I bimbi sperduti         | 21 ottobre 2005   | 29 marzo 2006   |
| 6  | Homecoming                  | Ritorno a casa           | 28 ottobre 2005   | 5 aprile 2006   |
| 7  | Hope and Mercy              | Aiuto reciproco          | 4 novembre 2005   | 12 aprile 2006  |
| 8  | On the Wings of a Dove      | Sulle ali di una colomba | 11 novembre 2005  | 19 aprile 2006  |
| 9  | Voices                      | Voci                     | 18 novembre 2005  | 26 aprile 2006  |
| 10 | Ghost Bride                 | La sposa fantasma        | 25 novembre 2005  | 3 maggio 2006   |
| 11 | Shadow Boxer                | Il pugile                | 9 dicembre 2005   | 10 maggio 2006  |
| 12 | Undead Comic                | L'ombra del comico       | 16 dicembre 2005  | 17 maggio 2006  |
| 13 | Friendly Neighborhood Ghost | Il vicino fantasma       | 6 gennaio 2006    | 24 maggio 2006  |
| 14 | Last Execution              | L'autoritratto           | 13 gennaio 2006   | 31 maggio 2006  |
| 15 | Melinda's First Ghost       | Sarah                    | 27 gennaio 2006   | 7 giugno 2006   |
| 16 | Dead Man's Ridge            | Un fratello da salvare   | 3 febbraio 2006   | 14 giugno 2006  |
| 17 | Demon Child                 | Il diavoletto            | 3 marzo 2006      | 21 giugno 2006  |
| 18 | Miss Fortune                | Al luna park             | 10 marzo 2006     | 28 giugno 2006  |
| 19 | Fury                        | Rabbia                   | 31 marzo 2006     | 5 luglio 2006   |
| 20 | The Vanishing               | Scomparsi                | 7 aprile 2006     | 12 luglio 2006  |
| 21 | Free Fall (1)               | Caduta libera            | 28 aprile 2006    | 19 luglio 2006  |
| 22 | The One (2)                 | L'unica                  | 5 maggio 2006     | 26 luglio 2006  |

## Un dono dall'eternità
- Titolo originale: Pilot
- Diretto da: John Gray
- Scritto da: John Gray

### Trama
Melinda si sposa con Jim: durante i festeggiamenti vede uno spirito attraverso il vetro della finestra. Per la prima volta Melinda si accorge di non potersi separare da lui; in realtà, si tratta di un marine, Paul Adams, deceduto in una battaglia che vuole lasciare un messaggio al figlio.
- Guest star: Jody Hart (guardia), Wentworth Miller (Sergente Paul Adams), Grace Fulton (Melinda da piccola), Rodney Scott (Dan Clancy), Balthazar Getty (Michael Adams), Allison McDonell (Vera Adams), Jon Polito (Joe Grimaldi), Deborah Strang (donna magra), John Bentley (cappellano), Jeffrey Hutchinson (padre al funerale), June Squib (nonna), Eddie Jones (uomo vecchio), Brady Rubin (vedova), Diane Dorsey (donna nel negozio), William Marquez (uomo ispanico).
- Ascolti Italia: telespettatori 2 103 000 – share 10,22%[1]

## Passaggio a livello
- Titolo originale: The Crossing
- Diretto da: Ron Lagomarsino
- Scritto da: Catherine Butterfield

### Trama
Dylan, figlio di una parrucchiera il cui negozio è vicino a quello di Melinda e Andrea, riesce a vedere lo spirito di un bambino che gioca sulle rotaie di un treno.
Il piccolo,Kenny,è morto quando la sua auto è stata travolta da un treno e chiede a Melinda di rasserenare i suoi genitori sconvolti.
Intanto, arriva in città la madre di Jim per una visita.
- Guest star: Jordan Dang (Dylan), James DuMont (Steve Pinkus), Pamela Wilson (Judy), Jennifer Tung (Sharon), David Eigenberg (Hank Dale), Paula Cale (Candace Dale), Christine Baranski (Faith Clancy), Joseph Castanon (Kenny).
- Ascolti Italia: telespettatori 2 561 000 – share 12,86%[1]

## La gemella
- Titolo originale: Ghost, Interrupted
- Diretto da: Ian Sander
- Scritto da: Jed Seidel

### Trama
Nathalie è ricoverata in un centro psichiatrico perché ha iniziato a comportarsi in modo strano dopo la morte della sorella gemella Zoe.
Melinda, contattata da Zoe, deve convincere i suoi genitori che Nathalie non può stare ricoverata lì.
- Guest star: Ava Collins (Zoe/Natalie Harper), Mel Rodriguez (Owen), David Ramsey (Will), A.J. Trauth (Tom), June Squibb (nonna di Melinda), Tom Irwin (Steve Harper), Stephanie Nash (Barbara Harper), Kim Miyori (Dr. Keiko Tanaka), K. T. Thangavelu (Infermiera Joan), Nate Torrence (cameriere), Robert Towers (uomo con i capelli strani).
- Ascolti Italia: telespettatori 2 197 000 – share 10,64%[2]

## Questioni di cuore
- Titolo originale: Mended Hearts
- Diretto da: John Gray
- Scritto da: John Gray

### Trama
Melinda è a casa di Andrea e all'improvviso ci sono delle infiltrazioni d'acqua: al piano di sopra Gwen, depressa per la scomparsa del fidanzato in un incidente in bicicletta, sta tentando il suicidio.
Connor Donovan, questo il nome dello spirito, vuole che Melinda dica alla sua fidanzata di andare avanti e desidera conoscere a chi è stato donato il suo cuore.
- Guest star: Joey Slotnick (Cliff Aimes), Paul Kent (Patient), Garry Guerrier (Dave), Pamela Roylance (Lucy), Karen Maruyama (Heather), Sarah Hunley (infermiera), Michelle Nolden (Gwen Alexander), Sean Maher (Conor Donovan), Patricia Herd (Madge).
- Ascolti Italia: telespettatori 2 356 000 – share 11,70%[2]

## I bimbi sperduti
- Titolo originale: Lost Boys
- Diretto da: Peter O'Fallon
- Scritto da: David Fallon

### Trama
Melinda e Andrea recuperano degli oggetti d'antiquariato da un vecchio orfanotrofio che sta per essere demolito.
Mentre ripuliscono la cantina dell'edificio, Melinda scopre la presenza delle anime di tre bambini e di un cane, morti durante un incendio nel 1956 e che non vogliono "passare oltre".
- Guest star: Max Jansen Weinstein (Vic), James Henrie (Rat), Zach Mills (Ernie), Rance Howard (Dirk Abrams), Bruce Weitz (Tobias Northrop), James Patrick Stuart (Lew Peterson), Terrence Hardy (Marty).
- Ascolti Italia: telespettatori 2 075 000 – share 10,11%[3]

## Ritorno a casa
- Titolo originale: Homecoming
- Diretto da: James Frawley
- Scritto da: Lois Johnson

### Trama
Jason, adolescente scontroso, è morto aggredito da uno sciame di api alle quali è allergico: la tragedia è avvenuta subito dopo che Jason aveva scoperto che quella che ha sempre considerato sua madre in realtà era adottiva. Jason vuole che Melinda trovi la sua vera madre e le chieda come mai non l'abbia voluto.
- Guest star: Graham Miller (uomo), Sloan Robinson (Sarah), Dondre T. Whitfield (Mitch Marino), Charles Chun (Dott. Dennis Nakamura), Katy Selverstone (Fran Vale), Jeanette Brox (Sybil Vale), John Patrick Amedori (Jason Shields), Wendy Phillips (Diane Shields).
- Ascolti Italia: telespettatori 2 360 000 – share 11,66%[3]

## Aiuto reciproco
- Titolo originale: Hope and Mercy
- Diretto da: Bill L. Norton
- Scritto da: John Wirth

### Trama
Precipitatasi in ospedale per un incidente accaduto a Jim, Melinda entra in contatto con lo spirito di Hope.
La ragazza chiede a Melinda di aiutare il suo fidanzato Anthony a darsi pace perché si auto-accusa di essere il responsabile della sua morte.
- Guest star: Karen Maruyama (Infermiera Heather), Robert LaSardo (vittima dell'incidente), Nate Torrence (cameriere), Paul Leyden (Anthony deAngelo), Dariush Kashani (Bobby Tooch), Jenny O'Hara (Margaret Devine), Richard Herd (Stephen Devine), Eugene Byrd (Derrik Lee), Christian Camargo (Brad Paulson), Erica Leerhsen (Hope Paulson).
- Ascolti Italia: telespettatori 2 216 000 – share 11,89%[4]

## Sulle ali di una colomba
- Titolo originale: On the Wings of a Dove
- Diretto da: Peter O'Fallon
- Scritto da: Catherine Butterfield

### Trama
Jim inizia improvvisamente ad avere strane visioni e ad accusare forti mal di testa.
Questo perché lo spirito di Julian, un criminale morto nell'incidente stradale della puntata precedente, vuole essere aiutato da Melinda a redimersi per riappacificarsi con la moglie e il figlio che ha abbandonato e chiedere perdono ai genitori del figlio che ha ucciso. Nel frattempo in città arriva Alexis, una vecchia amica di Melinda con cui non ha più avuto rapporti da quando al primo anno di università lei rivelò il suo segreto con la conseguenza che venne umiliata davanti a tutti; Melinda forse non è ancora in grado di perdonare la sua vecchia amica ma forse questo fantasma le darà la spinta che serve anche a lei.
- Guest star: Georgeann Johnson (S.ra Farrell), J.R. Villareal (Joseph), Angela Alvarado (Rachel), Robert LaSardo (Julian Borgia), Estella Warren (Alexis Lexi Fogerty).
- Ascolti Italia: telespettatori 2 405 000 – share 13,40%[4]

## Voci
- Titolo originale: Voices
- Diretto da: Kevin Hooks
- Scritto da: John Belluso

### Trama
Kirk, un adolescente problematico, ruba la macchina di Melinda per andare in un bosco.
Melinda, che continua a ricevere strani messaggi sugli apparecchi elettronici, riesce a capire che è la madre del ragazzo che vuole che riallacci il suo rapporto con il padre.
- Guest star: Charles Van Eman (amante di Lacy), Christine Baranski (Faith Clancy), Sheik Mahmud-Bey (impiegato), Malcolm Barrett (Dott. Jules Huffman), John M. Jackson (Miles Jensen), Colleen Flynn (Lacy Jensen), Dan Lauria (Ellis Conway), Ashton Holmes (Kirk Jensen).
- Note: L'episodio tratta l'argomento del rumore bianco.
- Ascolti Italia: telespettatori 1 860 000 – share 10,55%[5]

## La sposa fantasma
- Titolo originale: Ghost Bride
- Diretto da: Joanna Kerns
- Scritto da: Jed Seidel

### Trama
Lisa, un'amica comune di Melinda e Andrea, sente di essere colpita da una serie di disgrazie proprio prima di sposare Mark.
Melinda scopre che a tormentarla è Serena, la donna che Mark aveva appena sposato, e che era morta subito dopo le nozze in un incidente stradale perché in quel momento discutevano del fatto che Serena avesse abortito.
- Guest star: Belinda Montgomery (Ursula Hilliard), Albert Malafronte (Frank Hilliard), Jay Harrington (Mark Powell), David Lipper (Josh), Susan May Pratt (Lisa Brody), Laura Regan (Serena).
- Ascolti Italia: telespettatori 2 263 000 – share 13,58%[5]

## Il pugile
- Titolo originale: Shadow Boxer
- Diretto da: Joanna Kerns
- Scritto da: Emily Fox

### Trama
Estella de la Paz, una donna morta di malattia, contatta Melinda nella palestra dove si allena suo figlio Teo.
Estella è preoccupata perché suo marito Gilbert ha smesso di allenare Teo dopo la sua morte.
- Guest star: Julio Oscar Mechoso (Gilbert de la Paz), Ashley West Leonard (Olivia), Nicholas Gonzalez (Teo de la Paz), Sônia Braga (Estella de la Paz), Peter Onorati (Anthony Majors).
- Ascolti Italia: telespettatori 2 076 000 – share 11,34%[6]

## L'ombra del comico
- Titolo originale: Undead Comic
- Diretto da: Eric Laneuville
- Scritto da: Doug Prochilo

### Trama
Melinda, Jim e Andrea frequentano il Comedy Cave, luogo dove comici affermati e dilettanti si esibiscono dal vivo.
Lo spirito di Marty Golden, un vecchio comico del locale morto suicida, tormenta i comici che salgono sul palco e Melinda deve aiutarlo a dargli pace.
- Guest star: Dominique Purdy (Bryce Avalon), Katey Sagal (Francie Lewis), Steve Landesberg (Stan Rosenfeld), Mo Gaffney (Laine Fairfax), Reginald VelJohnson (Danny Small), Jed Rees (Marty Golden), Elaine Hendrix (Sandra Holloway), Matt Champagne (Bob Mittleman), John Walcutt (Romano).
- Ascolti Italia: telespettatori 2 091 000 – share 12,05%[6]

## Il vicino fantasma
- Titolo originale: Friendly Neighborhood Ghost
- Diretto da: David Jones
- Scritto da: Lois Johnson

### Trama
Todd, un giovane molto schivo e riservato, va ad abitare nella casa accanto a quella di Melinda e Jim.
Melinda deve proteggere Todd perché lo spirito di Lyle, il nonno della sua vecchia fidanzata, vuole ucciderlo: il motivo è che Lyle crede che Todd sia l'assassino di sua nipote Stacy.
- Guest star: Mackenzie Hannigan (Miles), Jordon Dang (Dylan), Shelby Young (Stacy da giovane), Granville Ames (Signor Pappaso), Laura Marano (Audrey), Dariush Kashani (Bobby Tooch), Davis Gramm (Todd da giovane), Ross McCall (Todd Darger), Dominique Swain (Stacy Chase), Jonathan Banks (Lyle Chase).
- Ascolti Italia: telespettatori 2 110 000 – share 11,33%[7]

## L'autoritratto
- Titolo originale: Last Execution
- Diretto da: James Frawley
- Scritto da: David Fallon

### Trama
Jim, Melinda e Andrea sono stati invitati alla mostra di un pittore morto impiccato con l'accusa di omicidio.
Sua figlia Leslie pretende che Bobby, l'avvocato al quale il padre ha lasciato in eredità i dipinti, le restituisca tutti i quadri.
- Guest star: Jennifer Ann Massey (donna bionda), Clint Carmichael (marito), Dariush Kashani (Bobby Tooch), Lauri Johnson (Brenda Reese), Scott Paulin (Alan Rowe), Greta Sesheta (compagna di stanza di Brenda), Saige Thompson (Leslie Youngblood), Drew Wicks (cameriere), Liam Waite (Clete Youngblood), Kristen Kaveney (Leslie da giovane), Cory Tyler (Kevin Roseman).
- Ascolti Italia: telespettatori 2 356 000 – share 13,39%[7]

## Sarah
- Titolo originale: Melinda's First Ghost
- Diretto da: Peter Werner
- Scritto da: Catherine Butterfield

### Trama
Lo spirito di Sarah, l'amica d'infanzia di Melinda morta per una malattia genetica, vuole che aiuti sua madre Grace che sta nascondendo all'ex marito di soffrire della stessa patologia di cui è morta Sarah.
- Guest star: Tom Everett (Corbett), June Squibb (nonna di Melinda), Ann Cusack (Grace Dowling), Brett Cullen (Jack Applewhite), Abigail Breslin (Sarah Applewhite), Anne Archer (Beth Gordon), Grace Fulton (Melinda da giovane), Debbi Morgan (S.ra Reilly).
- Ascolti Italia: telespettatori 2 061 000 – share 12,78%[8]

## Un fratello da salvare
- Titolo originale: Deaan's Ridge
- Diretto da: James Frawley
- Scritto da: John Gray

### Trama
Andrea è tormentata da uno spirito: Melinda scopre che si tratta di Dennis, ex collega di Andrea ai tempi in cui stava a Washington.
Dennis dice a Melinda di essere morto durante un'escursione in montagna per spargere le ceneri del defunto padre e che suo fratello è ancora vivo, ma è intrappolato.
- Guest star: George Russo (uomo), Kymberly Newberry (Infermiera Lisa), Chris Neville (Charlie Mcloughlin), Ernie Lively (Ranger Neher), Josh Daugherty (Dr. Bob Norris), Cara DeLizia (Libby Grant), Matt Keeslar (Dennis Mcloughlin), Michael Fairman (padre di Dennis), John Troy Donovan (uomo del gas), Stephen Tobolowsky (Dr. Edward).
- Ascolti Italia: telespettatori 2 223 000 – share 14,98%[8]

## Il diavoletto
- Titolo originale: Demon Child
- Diretto da: Eric Laneuville
- Scritto da: Jed Seidel

### Trama
Melinda e Jim devono badare alla neonata della stilista Christine che è minacciata dallo spirito del primogenito Daniel.
Melinda scopre che Daniel è arrabbiato perché sua madre lo trascurava e vuole che Melinda lo metta in contatto con Suzanne, una baby-sitter alla quale era legatissimo.
- Guest star: Justina Machado (Suzanne), David Dorfman (Daniel Greene), Lori Loughlin (Christine Greene), Amy Aquino (Georgina), Scott Allen Rinker (Reggie), Hector Hank (Greg).
- Ascolti Italia: telespettatori 2 382 000 – share 12,47%[9]

## Al luna park
- Titolo originale: Miss Fortune
- Diretto da: James Chressanthis
- Scritto da: Emily Fox

### Trama
Melinda e Andrea vanno al circo e assistono allo spettacolo di Ambrose, il fratello del defunto mago Edward Pierce. Melinda percepisce subito la presenza dello spirito del mago e cerca di capire perché non sia ancora trapassato.
- Guest star: Ted Shred (Fire Eater), Sandriel Frank (ballerina di burlesque), Joe Griffo (Stretch), Blair Hickey (fantasma ventriloquo), Dariush Kashani (Bobby Tooch), Christy McGinity (Valkyrie), Orlando Seale (Ambrose Pierce), Jonathan Firth (Edward Pierce), Alicia Lagano (Lilia), Fay Masterson (Vera).
- Ascolti Italia: telespettatori 2 573 000 – share 14,35%[9]

## Rabbia
- Titolo originale: Fury (oppure Condemned to Repeat)
- Diretto da: Peter Werner
- Scritto da: Rama Stagner

### Trama
Lo spirito di Ely, un uomo afroamericano ucciso da un suo collega bianco nel 1970 durante un litigio per futili motivi, perseguita il giudice Merrick che, pur avendo prove a sufficienza, non condannò il colpevole dell'omicidio. 
Melinda cerca di scoprire cosa accadde veramente quella notte.
- Guest star: Giancarlo Esposito (Ely), Ken Howard (Judge Merrick), Neal Matarazzo (Mike Shaw), Khalil Kain (Randall Fisher), Noah Gray-Cabey (Jameel Fisher), Aaron Paul (Link), Preston Davis (ragazzino afro-americano), Joe Howard (Clive Shaw), Sarah Hunley (infermiera), Femi Emiola (Ruth Fisher).
- Ascolti Italia: telespettatori 2 366 000 – share 11,62%[10]

## Scomparsi
- Titolo originale: The Vanishing
- Diretto da: Ian Sander
- Scritto da: Catherine Butterfield

### Trama
Melinda cade in un bosco e teme di aver perso il suo dono.
Quindi ha paura di non riuscire ad aiutare Diane (la donna dell'episodio Homecoming) che le chiede aiuto perché sua nipote Caitlin è convinta di sentire lo spirito del suo fidanzato Gary, morto durante una partita di football.
- Guest star: Jeffrey Hutchinson (fantasma sulla strada), Dale Gibson (fantasma del ranch), Scott Allen Rinker (Reggie), Jimmy Palumbo (fantasma medievale), Dave Hanson (Gary), Joe Wandell (paramedico), Poetri (M.C), Van Epperson (Signor Keeler), June Squibb (nonna di Melinda), Wayne Pére (Dr. Epstein), Duane Martin (Ashton Belluso), Chris Olivero (Brian Fordyce), Daniel Roebuck (Adam Emerson), Vanessa Lengies (Caitlin Emerson), Wendy Phillips (Diane Shields), Anne Archer (Beth Gordon).
- Ascolti Italia: telespettatori 2 675 000 – share 14,29%[10]

## Caduta libera
- Titolo originale: Free Fall
- Diretto da: John Gray
- Scritto da: John Gray

### Trama
Melinda è tormentata e tartassata dagli spiriti di un pilota e della sua assistente di volo e da strani segnali di avvertimento, ma non riesce a capire cosa dicono e cosa significano.
L'aereo, partito da Johannesburg, precipita violentemente nella cittadina di Grenview, provocando un boato e una scossa di terremoto fortissima, che spacca e frantuma tutte le finestre delle case e provoca gravi danni al negozio di Melinda, scuotendo l'intera città, Andrea, molto preoccupata per suo fratello Mitch, decide di andare a cercarlo nel suo appartamento a Grendview, ma muore poco dopo, a causa dello schiantarsi dell'aereo sulla città.
- Guest star: Eric Lange (autista), Rachel Cannon (Amy Fields), Nick Jameson (autista), Tim Guinee (Charlie Filbert), Jon Seda (John Gregory), Julie Michaels (barista), Chris Ellis (pilota fantasma), John Seda (John Gregory).
- Ascolti Italia: telespettatori 2 722 000 – share 11,35%[11]

## L'unica
- Titolo originale: The One
- Diretto da: John Gray
- Scritto da: John Gray

### Trama
Gli spiriti dei passeggeri non "passano oltre" perché uno spirito misterioso e cattivo, detto il guardiano anche se si chiama Romano, li ha convinti a restare per sempre sulla terra.
"Il guardiano" è disposto a farli "passare oltre", ma in cambio vuole proprio Melinda.
- Guest star: David Ramsey (Will), Chris Ellis (pilota fantasma), Kyle Chavarria (Kristen Filbert), Allison Smith (Lisa Filbert), Tim Guinee (Charlie Filbert), Jon Seda (John Gregory), Henry Czerny (Mallinson), Mark Thompson (giornalista), Dondre T. Whitfield (Mitch), John Walcutt (Romano), Graham Miller (uomo), Rachel Cannon (Amy Fields), Scott Allen Rinker (Reggie).
- Ascolti Italia: telespettatori 3 283 000 – share 14,34%[11]